# FTSC
FTSC (от англ. FidoNet Technical Standards Committee — комитет по техническим стандартам Фидонета) — выборный орган разработчиков и администраторов сети Фидонет, занимающийся оформлением и стандартизацией технических приёмов и обычаев сети, формирующий технические стандарты на основе поступающих предложений.
В административном документе FTA-1002.002, опубликованном в 1997 году, требование ограничивать длину строк в текстах публикаций FTSC 70 символами обосновано тем, что так текст легче опубликовать в FidoNews. Некоторые тексты были впервые опубликованы как статьи FidoNews, и только потом — как документы FTSC.

## Именование документов FTSC
- FTS — FidoNet Technical Standards — технические стандарты Фидонета.

- FSP — FidoNet Standards Proposals — документы, предлагаемые их авторами к принятию в качестве стандартов. Могут стать FTS, если будут очень популярны по мнению членов комитета.

- FRL — FidoNet Reference Library — бывшие FSP, которым не был дан статус FTS, а также прежние FTS-стандарты, которые были позднее заменены новыми или вышли из употребления. Силы не имеют; хранятся в FTSC по соображениям исторического характера и для облегчения их упоминаний.

- FTSC Product Codes — официальные коды программного обеспечения сети Фидонет.

- FTA — FTSC Administrative Documents — документы, регулирующие деятельность самого́ комитета.

### Устаревшие
- FSC — FidoNet Standards Comittee — документы FTSC, не являющиеся стандартами. Ныне включены в FRL в неизменном виде.

## Использование документов
Документы FTSC используются разработчиками ПО, и упоминаются в Уставе Фидонет (FTSC устанавливает минимальные технические требования для выдачи номера узла) и уставах некоторых других FTN‐сетей (например, Sysop's TechNet)

## Критика
Некоторые из документов FTSC выпущены на условиях, запрещающих модификацию или коммерческое использование, причём авторы некоторых из них давно покинули Фидонет, что по мнению некоторых делает невозможным обновление этих документов.